# John Dawson (cestista)
John Dawson (Albuquerque, 12 aprile 1995) è un cestista statunitense.

## Statistiche

### College
| Anno      | Squadra             | PG | PT | MP   | TC%  | 3P%  | TL%  | RP  | AP  | PRP | SP  | PP   |
| --------- | ------------------- | -- | -- | ---- | ---- | ---- | ---- | --- | --- | --- | --- | ---- |
| 2013-2014 | Marquette G. Eagles | 24 | 0  | 10,2 | 32,0 | 26,9 | 81,8 | 1,1 | 1,0 | 0,1 | 0,0 | 2,0  |
| 2014-2015 | Marquette G. Eagles | 1  | 0  | 4,0  | 0,0  | -    | -    | 0,0 | 0,0 | 0,0 | 0,0 | 0,0  |
| 2015-2016 | Liberty Flames      | 21 | 21 | 32,0 | 45,5 | 36,8 | 76,6 | 5,3 | 3,4 | 1,0 | 0,0 | 13,4 |
| 2016-2017 | Liberty Flames      | 35 | 34 | 28,7 | 38,7 | 34,5 | 73,9 | 4,2 | 2,7 | 1,0 | 0,3 | 8,5  |
| Carriera  | Carriera            | 81 | 55 | 23,7 | 40,9 | 34,7 | 75,6 | 3,5 | 2,3 | 0,8 | 0,2 | 7,8  |

### G League
| Anno      | Squadra       | PG | PT | MP   | TC%  | 3P%  | TL%  | RP  | AP  | PRP | SP  | PP  |
| --------- | ------------- | -- | -- | ---- | ---- | ---- | ---- | --- | --- | --- | --- | --- |
| 2017-2018 | Greens. Swarm | 37 | 9  | 14,8 | 39,3 | 36,5 | 100  | 1,8 | 1,0 | 0,6 | 0,2 | 4,3 |
| 2018-2019 | Greens. Swarm | 29 | 0  | 12,6 | 35,2 | 37,7 | 50,0 | 1,5 | 1,4 | 0,4 | 0,2 | 3,1 |
| 2019-2020 | Greens. Swarm | 25 | 2  | 11,0 | 29,2 | 31,1 | 66,7 | 1,2 | 0,8 | 0,4 | 0,1 | 2,4 |
| Carriera  | Carriera      | 91 | 11 | 13,0 | 35,8 | 35,7 | 70,0 | 1,5 | 1,1 | 0,5 | 0,2 | 3,4 |